# Federico Ferrone
Pour l’article homonyme, voir Steve Ferrone.
Federico Ferrone (né en 1981) est un réalisateur italien.

## Biographie
Né le 13 août 1981 à Florence, il est laureato en histoire de l'université de Bologne, diplômé (2004) et maître ès carrières internationales (2005) de l'Institut d'études politiques de Paris,.
En 2004, il est réalisateur adjoint pour la série de documentaires Histoires en Méditerranée, produite par Cinétéléfilms.

## Films
- 2004 : Banliyö-Banlieue (avec Francesco Ragazzi et Constance Rivière)[4],[5]
- 2007 : Merica (avec Francesco Ragazzi et Michele Manzolini)
- 2009 : Il nemico interno: musulmani a Bologna avec Francesco Ragazzi, Michele Manzolini et Claudio Giapponesi[6]
- 2012 : Anita (coproduction)
- 2013 : Il treno va a Mosca (avec Michele Manzolini)[7]